# کارل شوملکتل
کارل شوملکتل (انگلیسی: Karel Schummelketel؛ ۲۴ سپتامبر ۱۸۹۷ – ۸ ژانویه ۱۹۸۱ (aged 83)) ورزشکار سوارکاری اهل پادشاهی هلند بود.
وی در مسابقات کشوری و بین‌المللی در مجموع برندهٔ ۱ مدال نقره شده‌است.